# Castillo de Cabra
El castillo de Cabra, también conocido como castillo de los condes de Cabra o de los duques de Sessa, se encuentra en la localidad de Cabra, en la provincia de Córdoba (España). Se encuentra enmarcado en el barrio histórico de La Villa, que se encontraba dentro de las murallas de Cabra, junto a la iglesia de la Asunción y Ángeles, antigua mezquita aljama.
Las primeras referencias de la fortaleza datan del siglo IX durante el Emirato de Córdoba. Fue escenario de la Batalla de Cabra en 1079 que enfrentó a las Taifas de Sevilla y Granada en una contienda en la que participó el Cid Campeador en apoyo sevillano. Tras la conquista cristiana en 1240, estuvo en manos de la Orden de Calatrava, aunque volvió a manos de la Corona castellana, siendo una de las propiedades de Leonor de Guzmán, amante del rey Alfonso XI. En 1439 se nombró a Diego Fernández de Córdoba señor de Cabra y en 1455 I conde de Cabra, siendo residencia de esta dinastía hasta 1899, cuando el castillo fue vendido a las religiosas Escolapias para su conversión en un centro educativo, uso que ha tenido hasta la actualidad.
La fortificación se encuentra inscrita como Bien de Interés Cultural en la categoría de Paraje Pintoresco, siendo dicha protección publicada en el Boletín Oficial del Estado el 11 de abril de 1961.

## Historia

### Fortaleza islámica y cristiana

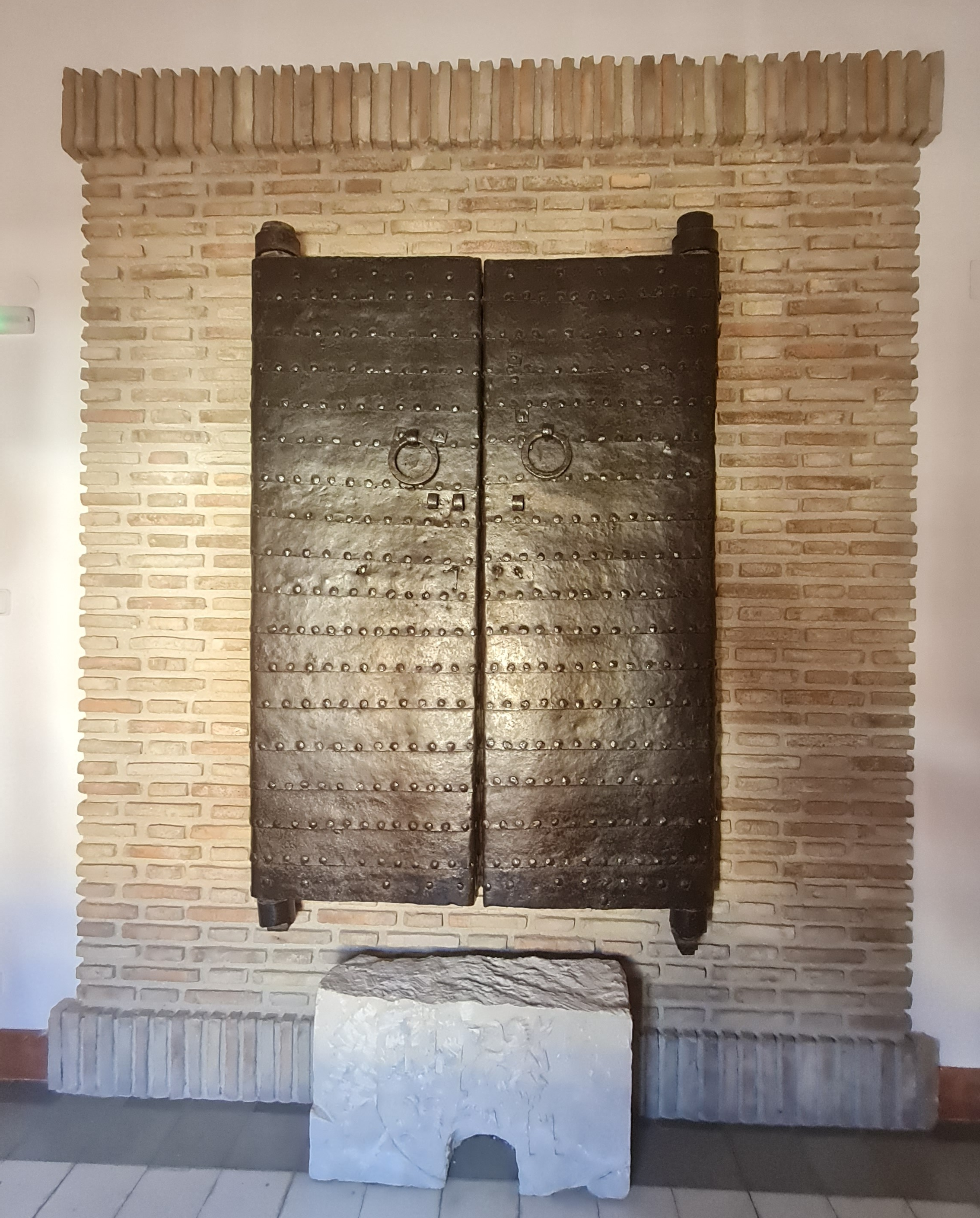
Puertas medievales que errónamente se adjudican a la prisión del emir Boabdil.

Construida como una fortaleza árabe, las primeras referencias son del siglo IX, cuando tuvo gran importancia debido a las guerras entre el rebelde Omar ibn Hafsún y el Emirato de Córdoba. Así mismo, en 1079 se produjo en sus alrededores la Batalla de Cabra, que enfrentó a Abd Allah ibn Buluggin de la Taifa de Granada y al-Mutámid de la Taifa de Sevilla, este último apoyado por Rodrigo Díaz de Vivar, que en esta contienda se ganó el sobrenombre "el Cid campeador". En 1126, Alfonso I de Aragón, en su expedición por Andalucía, conquistó la fortaleza a los árabes solamente durante unos días, ya que la abandonó una vez conquistó el castillo Anzur durante la Batalla de Arnisol; la conquista cristiana definitiva fue a manos de Fernando III en 1240.
En 1279 Alfonso X el Sabio cedió a su hijo Pedro de Castilla el castillo y la villa de Cabra, no obstante, el infante murió cuatro años después y su viuda, Margarita de Narbona, conservó el territorio hasta 1295, en el que la permutó por Santa Olalla a la Orden de Calatrava, quien estuvo en poder del castillo hasta 1331. A comienzos de la década de 1320, el noble cordobés Juan Ponce de Cabrera se apoderó del castillo y el rey Alfonso XI exigió que lo devolviera sin demora a Juan Núñez de Prado, maestre de la Orden de Calatrava. Sin embargo, el noble ignoró las peticiones reales y venció a las tropas del maestre. Finalmente fue capturado y ejecutado por orden real en Córdoba en 1328, ordenando el monarca que ese mismo año se reconstruyera el castillo y sus murallas, el que posiblemente fuera el origen de las torres exteriores.
En 1331, después de que su alcaide Pero Díaz de Aguayo le prometiera entregarle el castillo sin que los ciudadanos supieran nada, el rey nazarí Muhammed IV saqueó la ciudad y destruyó muchas de sus torres y fortificaciones. El castillo y la villa fueron entregados por el rey Alfonso XI en 1342 a su amante Leonor de Guzmán, según palabras del rey «por ennoblecer la villa de Cabra, que es de doña Leonor, porque se pueda mejor poblar».

### Condado de Cabra

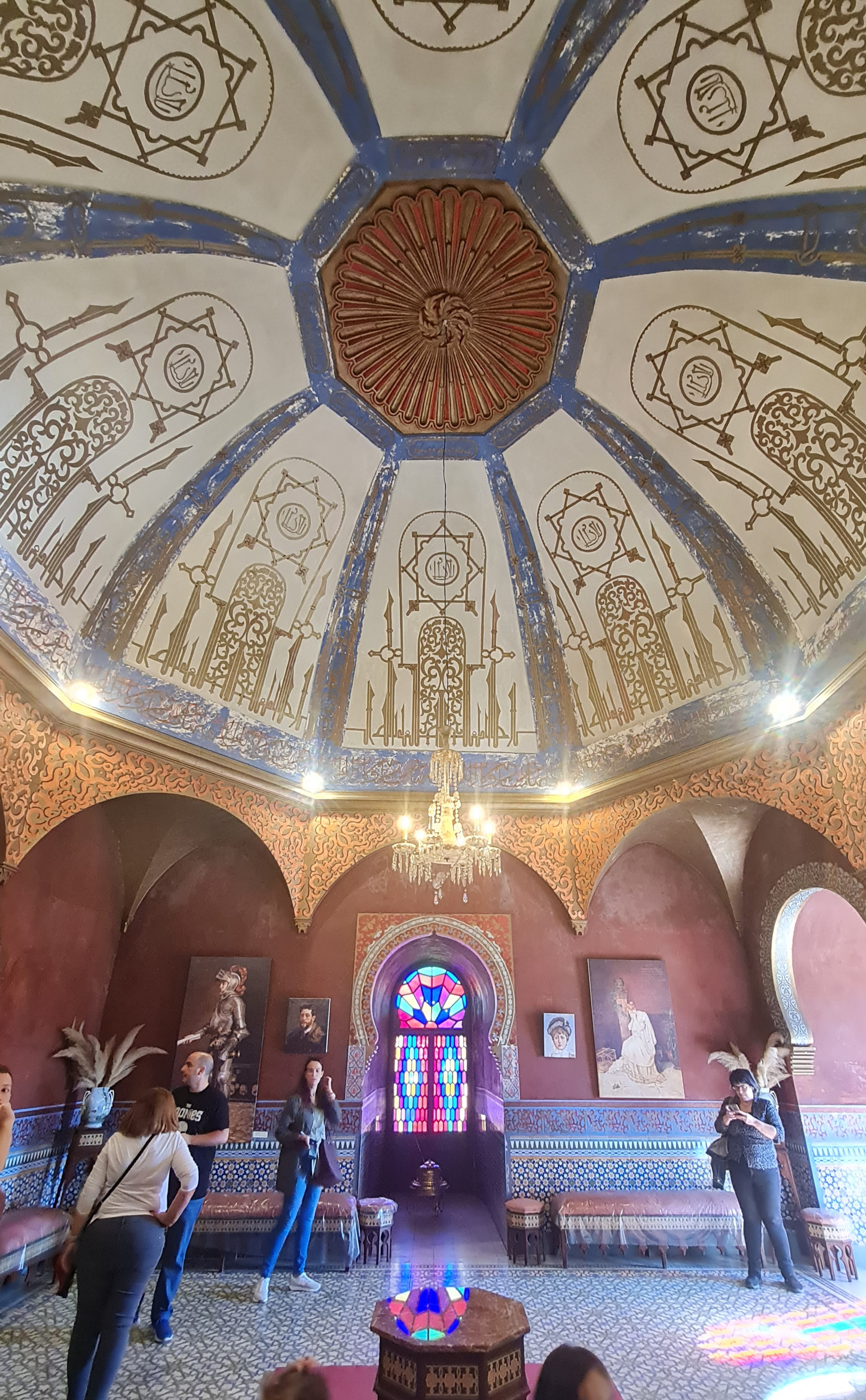
El Salón Rojo fue construido por el XXI conde de Cabra en estilo neoárabe.

Leonor dio luz en este lugar en 1333 o 1334 al futuro rey Enrique II de Castilla, de la Casa Trastámara. Este soberano creará el título del condado de Cabra y lo entregó a su hijo bastardo Enrique de Castilla, nacido en el castillo, cuyos terrenos vuelven a la Corona tras su fallecimiento.
En 1439 Juan II nombró a Diego Fernández de Córdoba señor de Cabra, y en 1455 Enrique IV le nombra I conde de Cabra por su ayuda en las incursiones contra el Reino nazarí de Granada, por lo que los siguientes condes utilizaron el castillo como residencia oficial. Debido a diversas enemistades familiares, el II conde de Cabra capturó en Santaella a su primo, el Gran Capitán, y lo encarceló en este castillo hasta que intercedió la reina Isabel la Católica y lo puso en libertad. En 1483, el II conde venció en la Batalla de Lucena donde se capturó al último emir nazarí Boabdil, estando preso en esta fortaleza.
En 1635, Antonio Fernández de Córdoba, IX conde de Cabra, decidió fundar un convento franciscano debido a su admiración por este santo en los terrenos del castillo, siendo terminado en 1649 y adjudicado a la Orden de los Capuchinos. Su obra más relevante se encuentra en el lienzo central del retablo, Visión de San Francisco en la Porciúncula, realizado por Valdés Leal con gran planificación en 1672, como demuestra un boceto del mismo cuadro encontrado en el Museo de Artes Decorativas de París. Considerada una de las obras barrocas más importantes de la provincia, fue restaurada en 1991, durante el III centenario del nacimiento del pintor, para una exposición tanto en el Museo del Prado como en el de Bellas Artes de Sevilla.

### Centro educativo

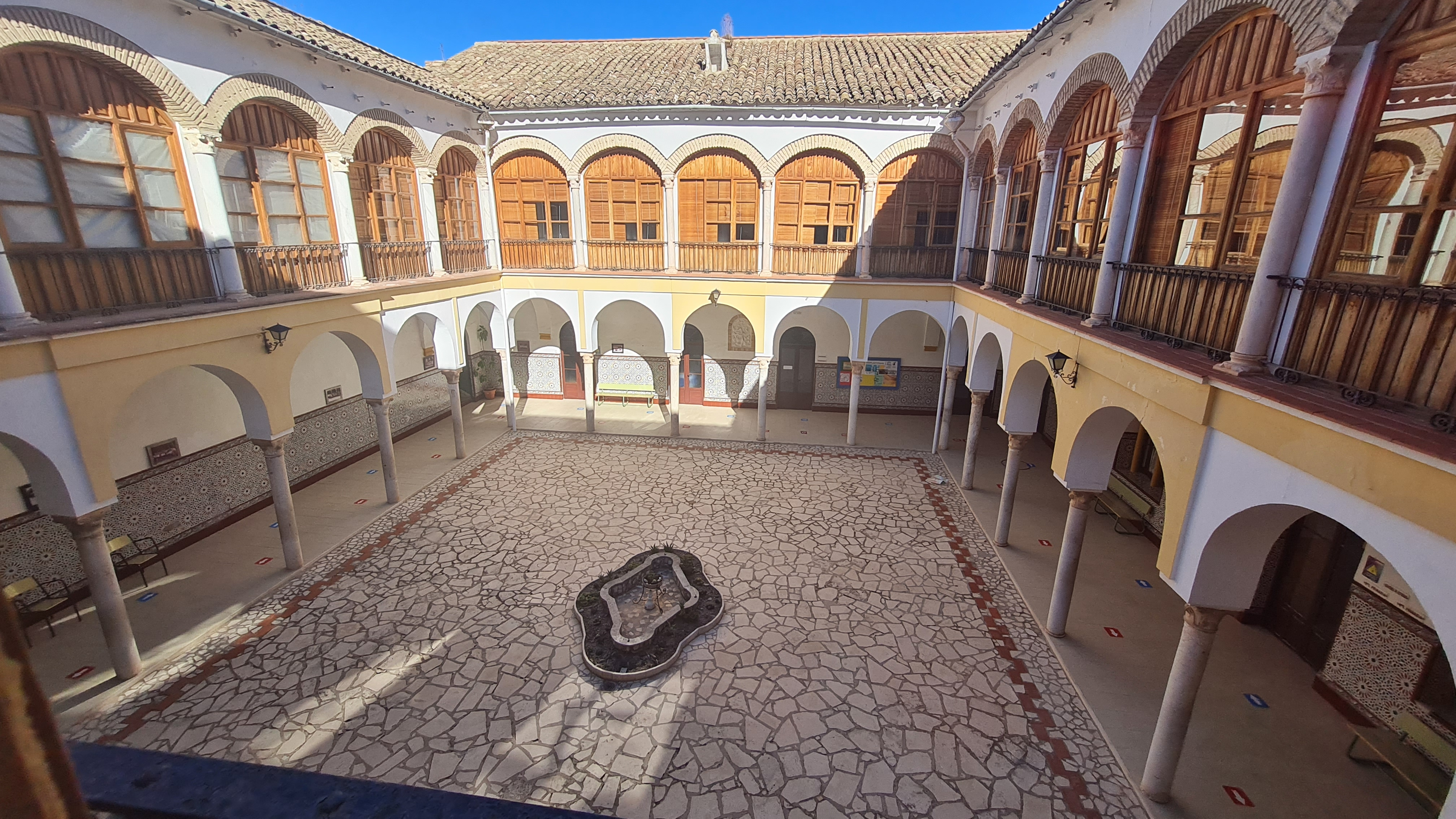
Patio renacentista, actualmente utilizado como patio de recreo por los estudiantes cuando hay lluvia.

En 1899, tras casi cinco siglos en propiedad de los condes de Cabra, el castillo y el convento fueron vendidos por 25.000 pesetas a las religiosas Escolapias por falta de liquidez, quienes lo convirtieron en un centro educativo exclusivamente femenino, inaugurándose oficialmente el 26 de noviembre del mismo año. En 1925 destruyeron una torre medieval por riesgo de derrumbe. Durante la Guerra Civil Española acogió a la Guardia Civil, milicias italianas y sirvió como hospital de campaña. El denominado Bombardeo de Cabra producido el 7 de noviembre de 1938 afectó al centro educativo, en el que cayó una bomba sobre el parvulario a las 7:30 de la mañana, media hora antes de la entrada de los alumnos, lo que evitó una tragedia mayor. Con la Ley General de Educación de 1970 se elimina la discriminación entre las unidades gratuitas y las de pago, además de pasar a ser un centro de educación mixta.
Desde entonces hasta la actualidad se le ha denominado como colegio concertado San José MM. Escolapias en el que se oferta educación infantil, primaria y secundaria, aunque se siguen ofreciendo visitas guiadas. En diciembre de 2010, el ayuntamiento de la ciudad alquiló parte de los jardines que se encontraban en muy mal estado de conservación, restaurándolos y construyendo un nuevo edificio en los terrenos adquiridos que alberga la oficina de turismo.
En septiembre de 2021 las monjas escolapias abandonaron el castillo, aunque seguirán albergando la propiedad. En verano de 2022 se halló la cripta de los condes de Cabra bajo el convento de los Capuchinos, con los restos del XX conde de Cabra, José María Osorio de Moscoso y Carvajal, y los de su abuela María del Carmen Ponce de León y Carvajal, esposa del XVIII conde de Cabra, cuya lápida está descontextualizada en uno de los patios del castillo. Además se hallaron los restos de otros dos individuos no identificados.

## Estructura

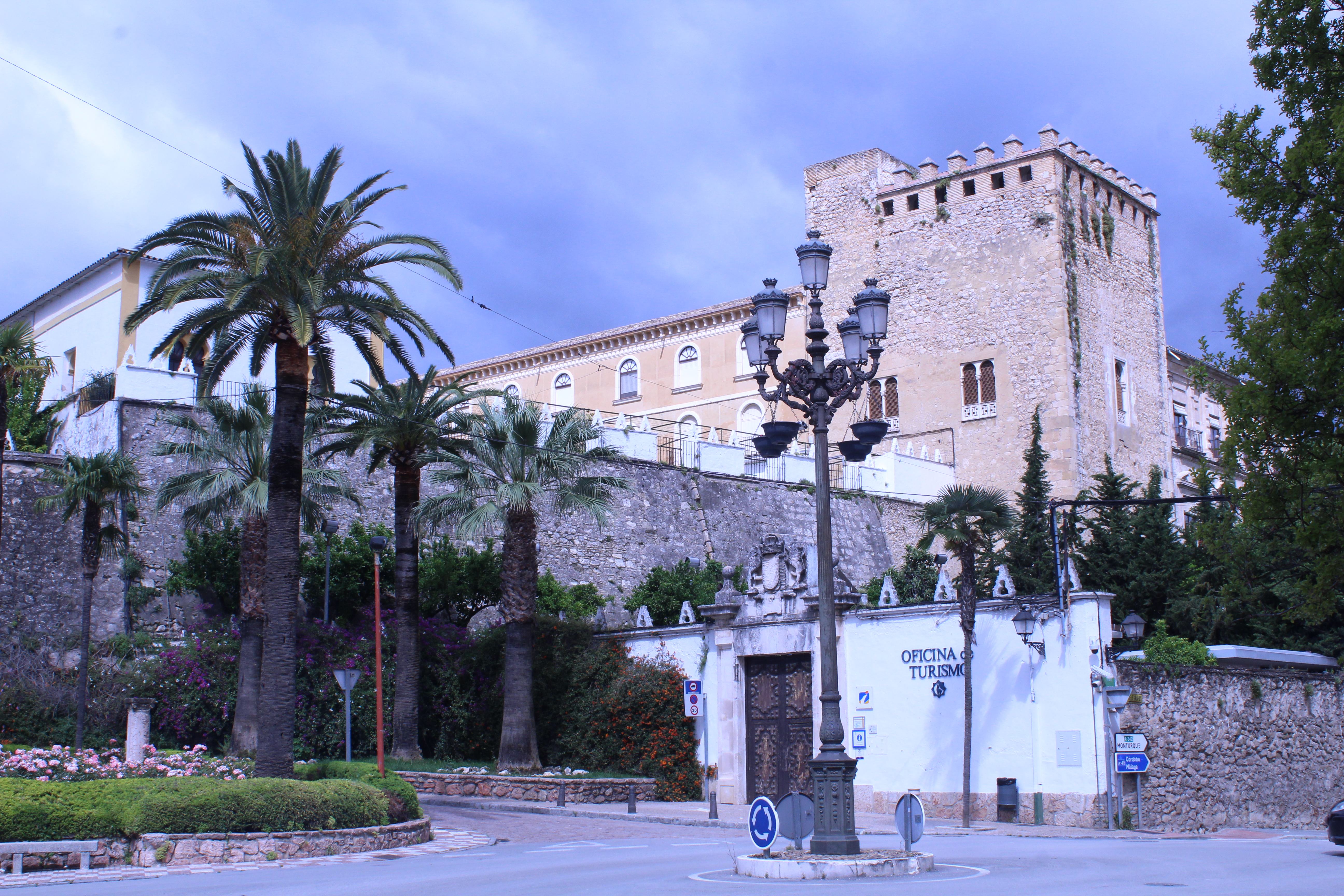
Vista de la torre del Homenaje desde la plaza Vieja.

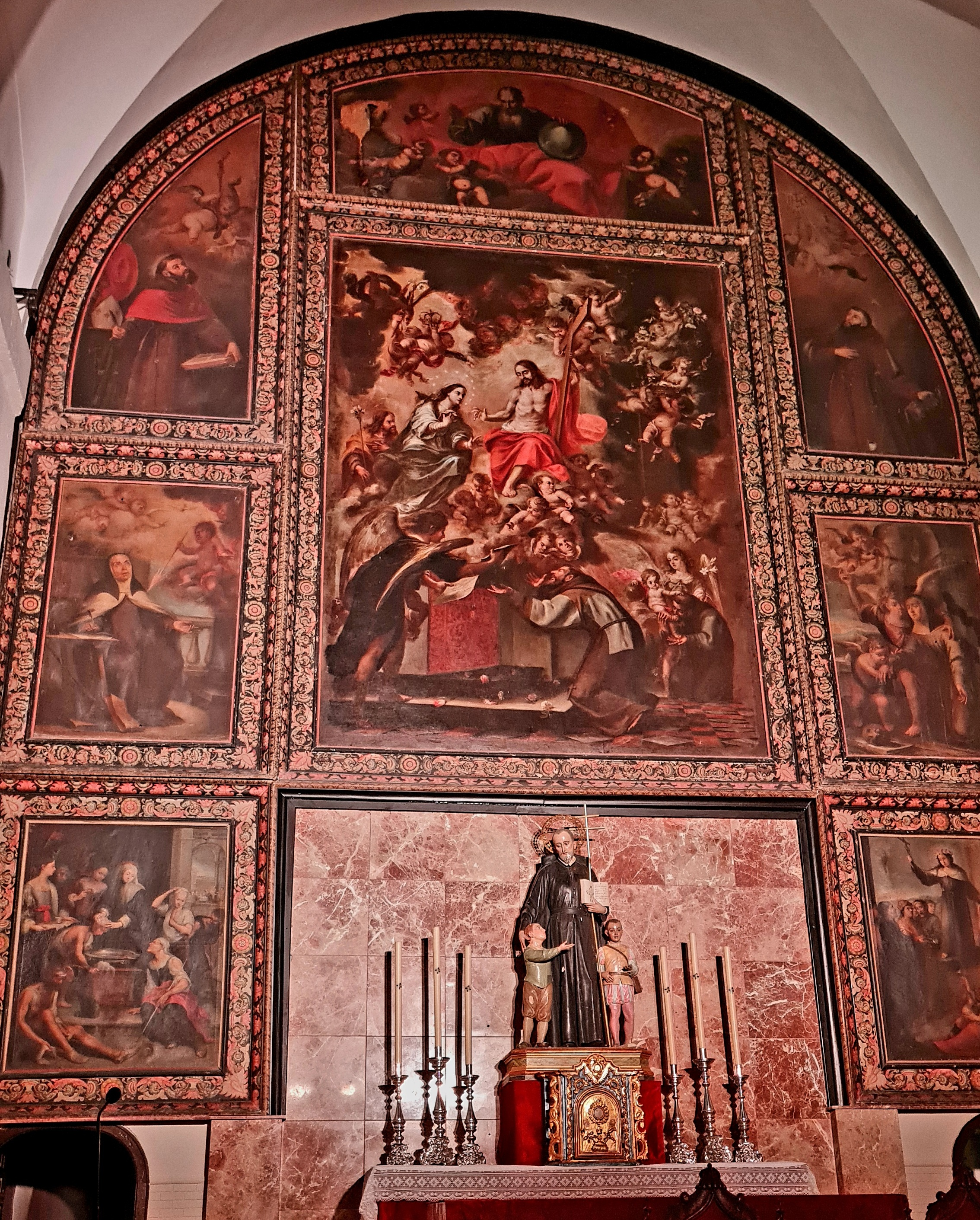
El convento de Capuchinos fue fundado por el IX conde de Cabra y su retablo alberga la Visión de San Francisco en la Porciúncula, una de las obras cumbre de Valdés Leal.

El castillo estaba defendido por un doble muro con 18 torres, de cuya muralla se conserva la mitad en la actualidad y tenía un grueso de 2,60 metros. Tenía una plaza de armas en la que podían formar hasta 10.000 hombres, de planta cuadrangular. Actualmente se conservan en buen estado la torre del Homenaje, casi cuadrada y de 20 metros de altura, que alberga en su planta baja una cámara con bóveda ochavada denominada el Salón Redondo, remodelación neomudéjar realizada por el XXI conde de Cabra, Luis Osorio de Moscoso y Borbón; así como la denominada torre Juana, de unos 10 metros de altura, de planta cuadrada, maciza en su parte inferior y alberga una sala abovedada. Además, durante unas obras acometidas en 2016, se descubrieron los vestigios de dos torres del siglo XIV que flanqueaban el acceso a la fortaleza.
Los restos más importantes de la muralla se pueden observar frente a la iglesia de la Asunción y Ángeles, especialmente el torreón cilíndrico macizo y los restos de otro contiguo derribado posiblemente por un terremoto en 1673. En la entrada del castillo se hallaba hasta 2004 una cruz erigida durante la dictadura franquista, que conmemoraba a los fallecidos durante el Bombardeo de Cabra y que fue trasladada por unanimidad de todos los partidos políticos al cementerio municipal; acto seguido se instaló un monumento de piedra dedicado al poeta andalusí Ben Mocádem, conocido por inventar la composición poética de la moaxaja, que fue sustituido por un busto de bronce en enero de 2017.

## Fiestas Medievales
Cada tres años durante el mes de mayo o junio se celebran las Fiestas Medievales de la localidad, en las que se puede visitar el castillo decorado para la ocasión mientras que los alumnos y profesores están disfrazados de época medieval por todo el recinto, pero el castillo se visita cada tres años aproximadamente. En sus inmediaciones se exponen un nutrido número de puestos con comida artesanal, artilugios y ropa, además de realizarse talleres varios, diversos juegos clásicos, actuaciones musicales, exhibición de aves rapaces y recreaciones como la batalla de moros y cristianos.